# Homî, Zbaraj
Homî (în ucraineană Хоми) este un sat în comuna Hnizdîcine din raionul Zbaraj, regiunea Ternopil, Ucraina.

## Demografie
Componența lingvistică a localității Homî
     Ucraineană (99,19%)
     Alte limbi (0,82%)
Conform recensământului din 2001, majoritatea populației localității Homî era vorbitoare de ucraineană (99,19%), existând în minoritate și vorbitori de alte limbi.